# Szemöldökközelítő izom

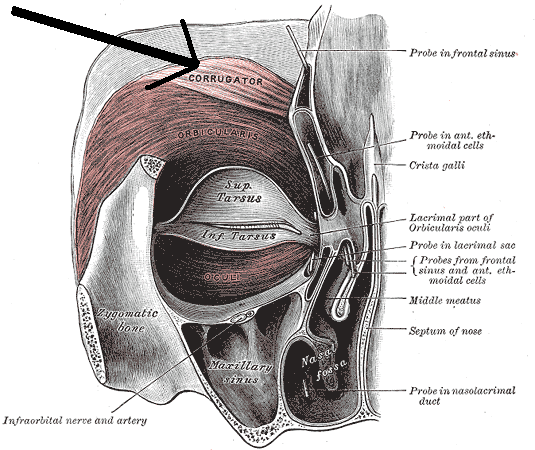
A szen körüli izmok (a nyíl mutatja az apró izmot)

A musculus corrugator supercilii egy apró izom a szemben.

## Eredés, tapadás, elhelyezkedés
Az arcus superciliarisról ered és a bőr mély felszíne alatt tapad. A szemöldök belső végénél található a szem körüli izom (musculus orbicularis oculi) és a homlokizom (musculus frontalis) alatt.

## Funkció
Lefelé és befelé húzza a szemöldököt.

## Beidegzés
Az arcideg (n. facialis, n. VII.) idegzi be a többi mimikai izommal együtt.

## Külső hivatkozások
- Kép, leírás